# Pirekua
Pirekua – tradycyjna pieśń społeczności Purepechów zamieszkującej meksykański stan Michoacán. 
W 2010 roku pieśń została wpisana na listę niematerialnego dziedzictwa UNESCO.

## Opis
Początki pieśni pirekua sięgają XVI wieku. Słowo pirekua pochodzi od czasownika pireni – śpiewać i przyrostka kua oznaczającego pieśń.  
Pirekua wykonywana jest przez śpiewaków pirériecha, zarówno mężczyzn jak i kobiety, solo, w duecie lub w tercecie, z towarzyszeniem chóru lub przy akompaniamencie orkiestry. Pirekua jest rodzajem serenady wykonywanym podczas świąt i uroczystości. 
Pirekua charakteryzuje się łagodnym rytmem w metrum 3/4, łącząc w sobie elementy stylistyczne kultury indiańskiej z elementami muzyki afrykańskiej i europejskiej. Widoczne są m.in. wpływy XIX-wiecznego walca. Pirekua ma również wersje instrumentalne w metrum 3/4 – sones oraz w metrum 6/8 – abajeños. 
Teksty pieśni nawiązują do tematów historycznych, religijnych, społecznych, politycznych a także dnia codziennego. Cechuje je głęboki symbolizm, m.in. odniesienia do kwiatów symbolizujących kobiecość, pasję, nostalgię czy śmierć. Poprzez pieśni przekazywane są również informacje o wydarzeniach ważnych dla lokalnych społeczności.   
Przykłady pirekuł: 
- La Josefinita, Uriel Bravo i Juan Méndez
- Male Seberiana, Jesús Chávez

W 2010 roku pieśń została wpisana na listę niematerialnego dziedzictwa UNESCO.